# هاريسون وايت
هاريسون وايت (بالإنجليزية: Harrison White) هو عالم اجتماع أمريكي، ولد في 21 مارس 1930 في واشنطن العاصمة في الولايات المتحدة.